# Colin Sturgess
Colin Andrew Sturgess (nascido em 15 de dezembro de 1968) é um ex-ciclista britânico que participava de competições de ciclismo de estrada e pista, ativo entre 1986 e 2000.
Em Seul 1988, competiu na prova de perseguição por equipes (4 km) e terminou na quarta posição. Sturgess se tornou profissional depois das Olimpíadas de 1988. Na estrada, ele foi o campeão nacional em 1990. Em 2010, ele foi introduzido no British Cycling Hall of Fame.